# BNR Nieuwsradio
BNR Nieuwsradio is een Nederlandse commerciële radiozender en nieuwswebsite die zich vooral richt op het nieuws en het bedrijfsleven. De dagelijkse programma's worden alleen onderbroken door reclame. 
Sinds 2003 is BNR onderdeel van de FD Mediagroep. De afkorting BNR stond oorspronkelijk voor Business Nieuws Radio, zoals het station tot 2004 heette. 
Sinds november 2022 staat de redactie onder leiding van hoofdredacteur Marc Adriani, die de naar het RTL Nieuws vertrokken Mireille van Ark opvolgde.

## Geschiedenis

### Voorlopers
De voorgeschiedenis van de zender speelt zich af rond de middengolffrequentie AM 1395 kHz, 215 m. Deze frequentie werd in de herfst van 1993 verdeeld, waarna ze werd toebedeeld aan een nieuwszender die gedragen zou moeten worden door Veronica en de uitgeverij Quote.
Op 16 oktober 1995 werd begonnen met uitzenden, via een zendmast in Mastwijk-polder in Montfoort, onder de naam Veronica Nieuws Radio. Men kwam erachter dat het bereik van de zender slecht was. De luistercijfers vielen tegen. Iedere maand werd ongeveer 300.000 gulden verlies geleden waarop Quote besloot om uit de onderneming te stappen. Daarop werd het station op 10 mei 1996 gestopt en failliet verklaard. De Manaus Investeringsgroep, onder andere eigenaar van de Palthe-stomerijen en Jazz Radio, nam de frequentie over om in eerste instantie Jazz Radio door te geven. 
Op 1 januari 1997 nam een nieuw privaat radiostation deze plaats weer over: Talk Radio 1395 AM. Bekende presentatoren van dat station waren, onder andere, Theo van Gogh, Willem de Ridder, Willem Ekkel, Bas van Werven en Paul Haenen. TalkRadio zond 24 uur per dag amuserende praatradio uit, zonder muzikale onderbrekingen. De zender richtte zich op de luisteraars tussen de 25 en 49 jaar, met nadruk op de middel- tot hoogopgeleide man en vrouw. Het probleem met betrekking tot het bereik van de frequentie hield aan, maar TalkRadio was op enkele kabelnetten in stereo te ontvangen.

### Business Nieuws Radio
Op 21 september 1998 ging het station verder als Business Nieuws 1395 AM. Destijds werd er dagelijks tussen 06.00 en 20.00 uur nieuws uitgezonden in blokken van 20 minuten. Hierin was veel aandacht voor financieel nieuws. De toevoeging 1395 AM werd op 9 juni 1999 geschrapt uit de naam van de zender, omdat het FM-pakket van JFK FM (voorheen Jazz Radio) werd overgenomen. In de nachtelijke uren werd er vervolgens jazzmuziek uitgezonden via het FM- en kabelnetwerk van Business Nieuws Radio.
In 2001 begon Hans Dulfer met zijn programma Dulfer Jazz. Eind september van dat jaar werd de zendlocatie voor het gebruik van 1395 kHz verplaatst van de gemeente Montfoort naar Trintelhaven,  halverwege de dijk tussen Enkhuizen en Lelystad. Voor Business Nieuws Radio betekende dit dat de ontvangst in het noorden en oosten van Nederland werd verbeterd.
Business Nieuws Radio werd in maart 2003 overgenomen door de FD Mediagroep. Twee maanden later kwam het station, tijdens de herverdeling van etherfrequenties, in het bezit van het FM-frequentiepakket dat was gereserveerd voor een zender voor "nieuws, actualiteiten en informatie". Dit kavel werd vanaf 1 juni 2003 gebruikt en kan zestig procent van de Nederlanders bereiken. De middengolffrequentie moest bij de herverdeling worden afgestaan.

### BNR Nieuwsradio
Onder het bewind van de nieuwe eigenaar veranderde in februari 2004 de naam en formule van het station. Sindsdien heet het BNR Nieuwsradio en wordt dag en nacht nieuws uitgezonden. De ‘FD Mediagroep’ wordt op 27 november 2004 de nieuwe naam van de onderneming die het ‘Financieële Dagblad’ en Business Nieuwsradio exploiteert. Michiel Bicker Caarten, een van de oprichters en sinds de start hoofdredacteur van de zender, trad op 1 januari 2007 terug en werd opgevolgd door Paul van Gessel. 
Onder diens leiding werd op 24 september 2007 de programmering drastisch gewijzigd. Zo verdween het blokkenschema, werd onder andere het programma Dulfer Jazz geschrapt en lanceerde BNR haar campagne: "BNR bespaart je de onzin". Later, in 2011, werd de slogan aangepast naar "Niets houdt je tegen". Vanaf 2013 was de slogan "BNR Nieuwsradio. Zet je aan." Deze slogan hield het slechts een jaar vol en maakte plaats voor de hashtag "#ikhoorbijBNR". Deze hashtag paste beter bij de nieuwe online-strategie die de nieuwszender zou gaan hanteren.
Van januari 2020 tot 31 augustus 2022 stond de redactie van BNR Nieuwsradio onder leiding van Mireille van Ark, die in deze functie Sjors Fröhlich opvolgde. Van Ark moest vanwege de coronacrisis scherpe keuzes maken voor de programmering van de zender. Zo kwam er een nieuwe middagshow en verdween er een aantal programma's. Ook raakten verschillende mensen hun baan kwijt als gevolg van een flinke teruggang in advertentieomzet. In 2022 stapte Van Ark over naar het RTL Nieuws, waar ze aan de slag ging als adjunct-hoofdredacteur.
Bram Mullink, tot dat moment adjunct-hoofdredacteur, werd op 1 september 2022 aangesteld als waarnemend hoofdredacteur. De FD Mediagroep maakte bekend dat Marc Adriani per 1 november 2022 de nieuwe hoofdredacteur zou worden van BNR, het enige commerciële nieuwsradiostation van Nederland. Adriani studeerde journalistiek in Zwolle en werkte in zijn beginjaren bij Veronica Nieuwsradio. Naast deze journalistieke achtergrond bekleedde hij diverse bestuursfuncties, waaronder bij BNN/Vara. Hij was tot november 2021 directeur radio bij Talpa Network. 
NPO Radio 1, dat een ruim tien keer hoger marktaandeel heeft, is de grootste concurrent van BNR Nieuwsradio.

## Format
BNR Nieuwsradio begon als non-stop nieuwsstation met binnenlands, buitenlands en economisch nieuws, weer, sport, verkeer en politiek. Sinds 2009 heeft BNR een programmering met nieuws tijdens de ochtend- en avondspits, en verdieping en achtergronden bij het nieuws in de overige uren. Ieder half uur was er tot oktober 2020 een live nieuwsbulletin. Vanwege de coronacrisis en de tegenvallende advertentie-inkomsten zijn deze eigen bulletins in de kantooruren vervangen door die van het ANP. Door diezelfde bezuinigingen worden radioprogramma's en podcasts vaker herland in de kantooruren, avonden en weekenden. Tijdens de ochtend- en avondspits zijn de eigen bulletins gehandhaafd.
Behalve de achtergrondmuziek wordt er bijna geen muziek gedraaid, met uitzondering van enkele muzieknummers in de avonduren en in het weekend als opvulling tussen twee opgenomen programma's. Daarnaast is er een complete verkeersinformatieservice met de files en de snelheidscontroles. 

## Studio
De studio en de redactie van BNR Nieuwsradio bevinden zich aan het Prins Bernhardplein in Amsterdam waar ze het pand delen met Het Financieele Dagblad, dat ook onderdeel is van de FD Mediagroep.

## Medewerkers

### Hoofdredacteuren
- Michiel Bicker Caarten (1998–2007)[10]
- Paul van Gessel (2007–2013)[11]
- Sjors Fröhlich (2013–2020)[12]
- Mireille van Ark (2020–2022)[13]
- Bram Mullink (2022, a.i.)
- Marc Adriani (2022–)[14]

## Programma's
- 100% Europa
- Achter het vermogen
- All in the Game
- Amerika Podcast
- Baanbrekende Businessmodellen
- Bernard Hammelburg
- Beter
- Beurs
- Beursnerd
- Blik op de wereld
- BNR Auto-Update
- BNR Beleggerspanel
- BNR Boardroompanel
- BNR Economenpanel
- BNR Headlines
- BNR Lobbypanel
- BNR Mobility
- BNR Nieuws Top 150
- BNR Ondernemerspanel
- BNR Perestrojkast
- BNR Sport
- BNR Verkiezingsdebatten
- BNR's Big Five
- Boekestijn en De Wijk
- Buiten de Beurs
- Café de Paris
- CMOtalk
- Column Corné van Zeijl
- Crypto Update
- Cryptocast
- De Alliantie
- De Ben Tiggelaar Podcast
- De duistere kant van de mens
- De economische stand van Nederland
- De FD Gazellen Podcast
- De koude crypto-oorlog
- De Kwestie Wolf
- De Nationale Autoshow
- De Ochtendspits
- De Oostflank
- De Prijs van Poetin
- De Stijlpastoor
- De Strateeg
- De Taxioorlog
- De Technoloog
- De Top van Nederland
- De Week van Verbeek
- De Wereld
- Digitaal
- Doorgelicht
- Dossier Europa
- Duurzaam
- Economie Update
- Een beter bedrijf begint bij de baas
- EK Update
- Elke in Cryptoland
- En Gratis Bier Voor Iedereen
- Europa Update
- Eyeopeners
- Fact Gurus
- Factor Kuifje
- Future Business Leaders
- Hahn in Europa
- Het Bromvliegeffect
- Het Nieuwe Geld
- Hoge Bomen
- In de Diepte: Baan door het Brein
- Internationaal Ondernemen
- Koplopers
- Koster en Van Dijk
- Kuipers en de Kosmos
- Levenspioniers
- Macro met Boot en Mujagić
- Make Europe Great Again
- MKB Café
- Napleiten
- Nexus
- Nieuwe Wereld Nieuwe Leiders
- Ochtendnieuws
- Onder curatoren
- Ongevraagd Advies
- Oosterburen
- Petrolheads
- Pitch
- Polder in de fik
- Postma in Amerika
- Rotterdam in de olie
- Space Cowboys
- Spitsbrekers
- Splijtstof
- Studie Den Haag
- Studio Duitsland
- Tech Update
- The Daily Move
- The Friday Move
- Toekomst van ons eten
- Uitgedokterd
- Ukrayina
- Van alle markten thuis
- Van Bekhovens Britten
- Van de kast naar het podium
- Vastgoed gezocht
- Verboden Toegang
- Welkom in de AI-fabriek
- Wereldspelers
- Werkverkenneers
- Zakendoen
- Zakendoen op een krappe arbeidsmarkt
- Zakendoen over de grens
- Zakenlunch
- Zolang het leuk is

## Digitale zenders
- BNR Business Beats. Dit internet-station werd in 2024 geïntroduceerd.[15] Er is enkel non-stop achtergrondmuziek uit de genres pop, soul en funk te horen voor mensen die aan het werk zijn.[16] In 2025 verkreeg BNR voor Business Beats een reguliere uitzendlicentie, waarmee de zender vanaf 1 september in de (digitale) ether zou mogen uitzenden.[17]

## Podcasts
De uitzendingen van BNR Nieuwsradio zijn als een podcast terug te luisteren via de app of via een streamingdienst, zoals Spotify. Daarnaast produceert BNR ook podcasts, zoals De Strateeg, China Podcast, Europa Podcast, Perestrojkast, Spitsbrekers, Wetenschap Vandaag en ZZP Café.
BNR Nieuwsradio is sinds 2018 de initiatiefnemer van de jaarlijkse award show Dutch Podcast Awards, om zo podcasts in Nederland een platform te bieden.

## Prijzen
- In 2005 won BNR Nieuwsradio de Zilveren Reissmicrofoon.
- Op 4 september 2008 won het BNR-programma On the move de Marconi Award voor beste radioprogramma.
- In 2009 werd het BNR-programma Aan de Slag met Paul van Liempt genomineerd voor dezelfde Marconi Award, Bas van Werven voor die van beste presentator en Petra Grijzen in de categorie aanstormend talent.
- Op 1 december 2011 won de zender de Marconi Award voor beste zender.
- In 2016 en 2017 werd Bernard Hammelburg genomineerd voor de Zilveren Reissmicrofoon en bij zijn 50-jarig jubileum (2019) kreeg Hammelburg een lintje. Hij is sindsdien Officier in De Orde van Oranje Nassau.
- In 2019 won BNR de eerste Marconi Online Award voor de app BNR Smart Radio.[19]
- Ook in 2019 won Newsroom de Dutch Podcast Award in de categorie Nieuws & Politiek[20].